# Juan Pedro Fabini
Juan Pedro Fabini Bianchi nació en la localidad de (Solís De Mataojo, Lavalleja, Uruguay, el 6 de noviembre de 1876 y falleció en Montevideo, Uruguay, el 4 de octubre de 1962) fue un ingeniero y político uruguayo.
Juan Pedro era uno de los hermanos del músico y compositor emblemático uruguayo Eduardo Fabini
Graduado de Ingeniero en 1903, fue integrante de la Junta Económico Administrativa de Montevideo en 1914, y presidente de la misma entre 1915 y 1916. 
En 1913, 1925 y 1934 el ingeniero y agrimensor Juan Fabini levantó los planos de amanzanamiento y fraccionamiento en solares de Atlántida. 
Miembro del Consejo Nacional de Administración, lo presidió entre 1931 y 1932. 
Integró el Consejo de Estado de 1942, encargado de redactar la Constitución de 1942.
Fue intendente del Municipio de Montevideo entre 1943 y 1947. Durante su gobierno realizó la apertura de la avenida Agraciada de Montevideo, así como la construcción de la rambla de la Ciudad Vieja, el ingreso de los servicios sanitarios al ámbito de la Intendencia, así como la pavimentación de las calles con hormigón armado. 
Fue presidente de ANCAP en 1947 hasta su retiro de la vida política. 

De espaldas, Juan Pedro Fabini en la inauguración de Plazuela Lidice.

El 2 de enero de 1967 se inauguró en la plaza montevideana que lleva su nombre (situada entre la Avenida 18 de Julio y las calles Río Negro, Colonia y Julio Herrera y Obes) el voluminoso grupo escultórico en bronce llamado "El Entrevero", en homenaje a los combatientes anónimos de las guerras de la independencia, obra del escultor José Belloni.
| Predecesor: Pedro Onetti  | Intendente de Montevideo 1943-1947                      | Sucesor: Andrés Martínez Trueba |
| Predecesor: Baltasar Brum | Presidente Consejo Nacional de Administración 1931-1933 | Sucesor: Antonio Rubio Pérez    |

- Datos: Q5951966
- Multimedia: Juan Pedro Fabini / Q5951966